# Lista de espécies do género Phyllanthus
Lista de espécies do género Phyllanthus

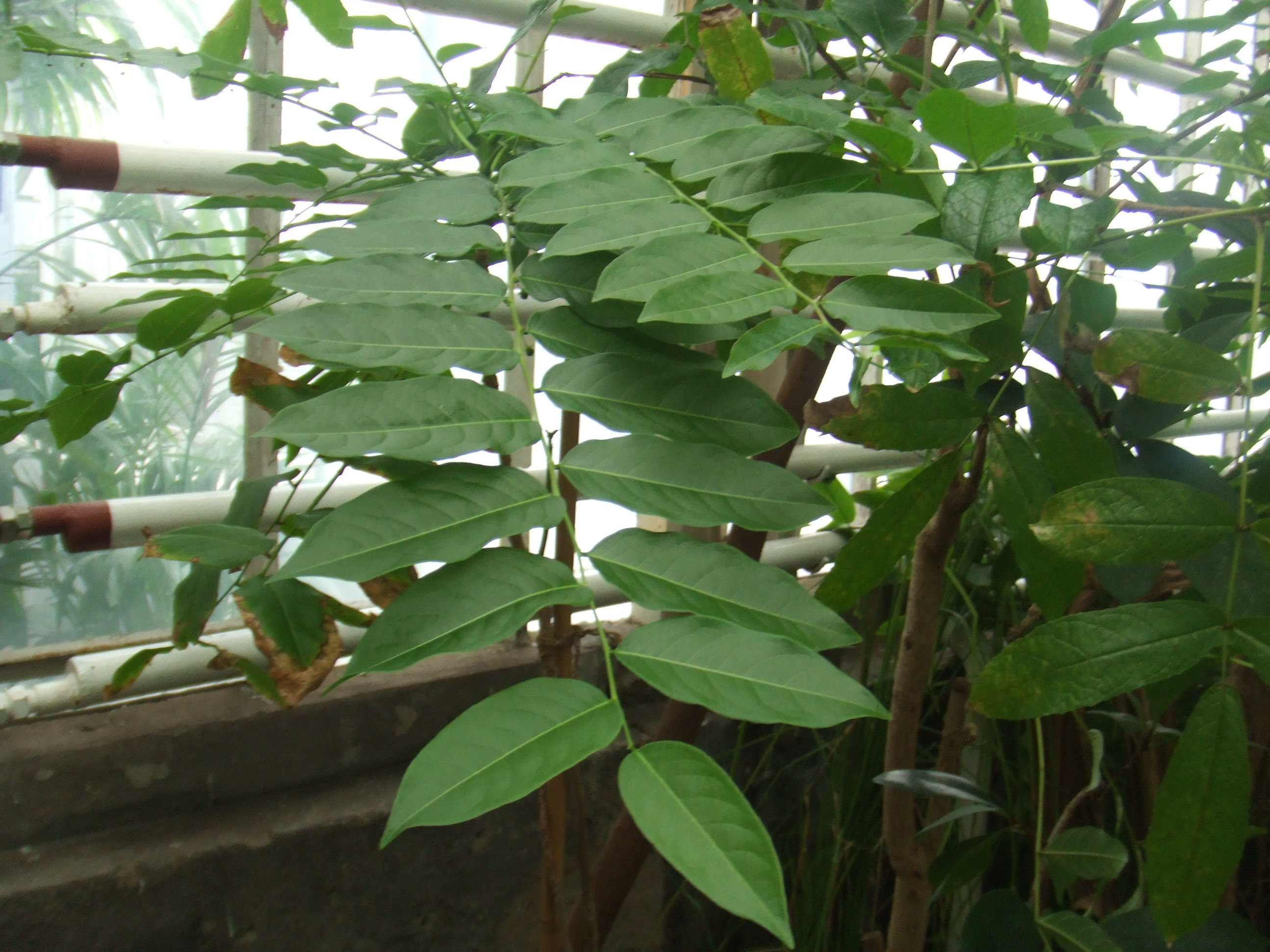
Phyllanthus acidus.

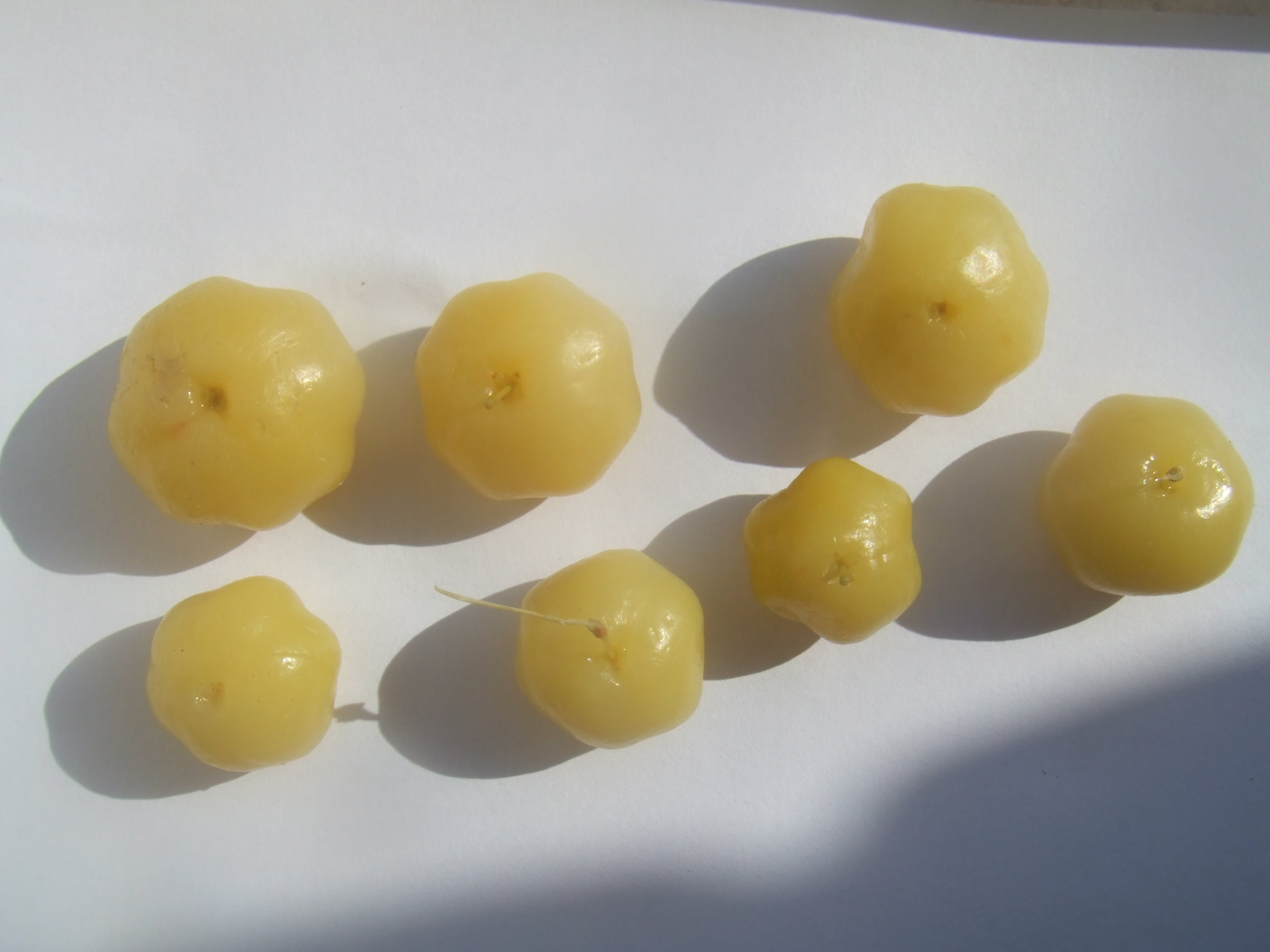
Phyllanthus acidus.

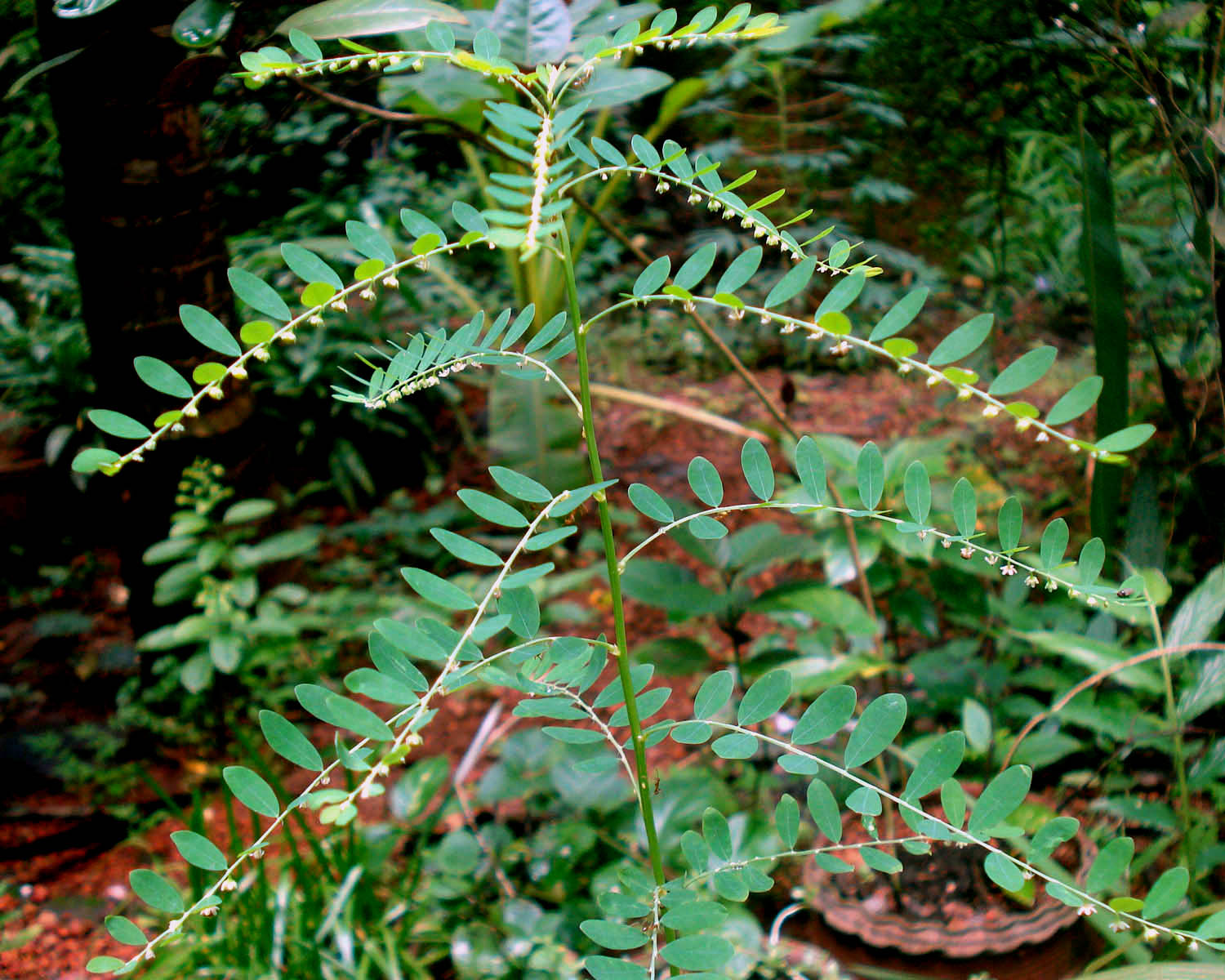
Phyllanthus acidus.

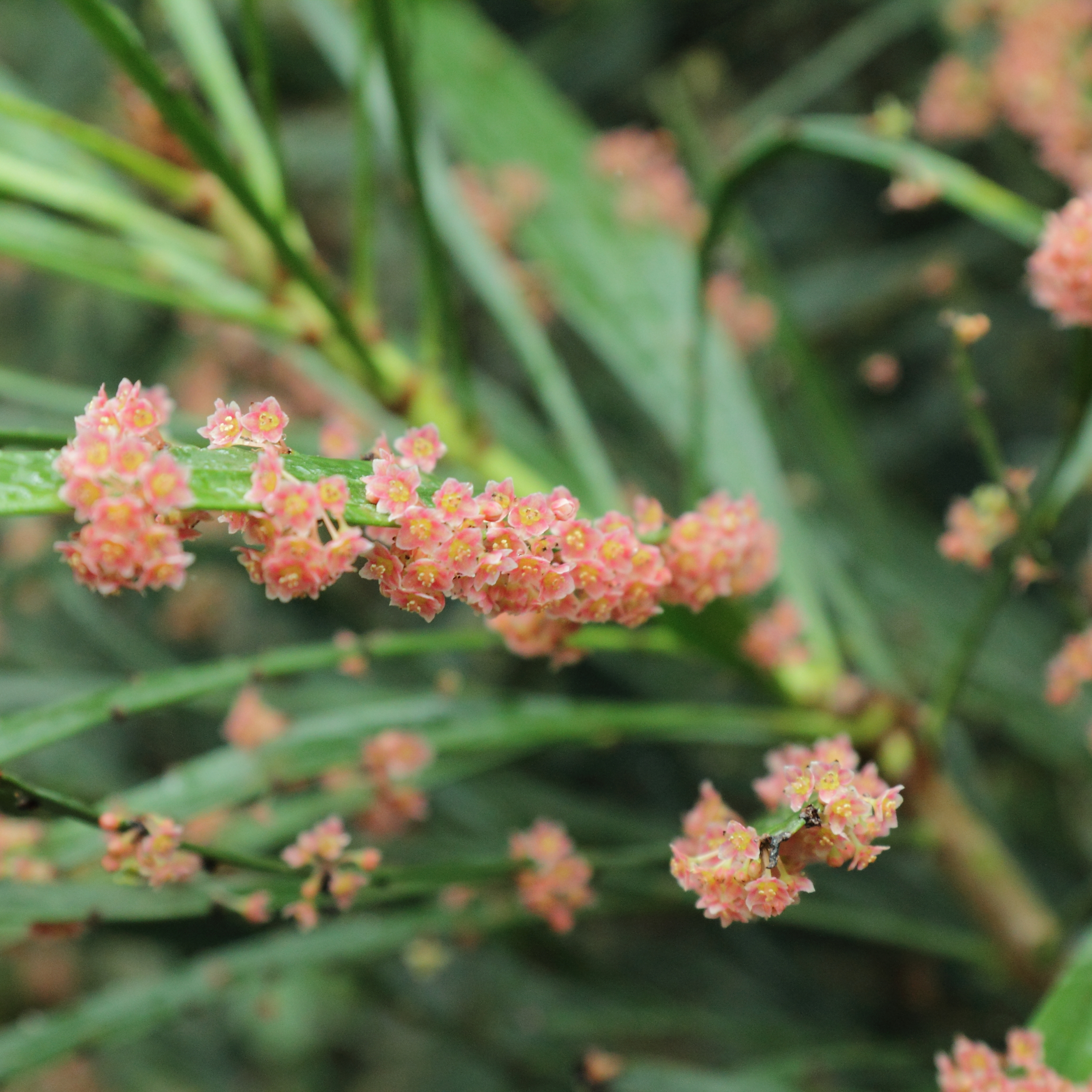
Phyllanthus angustifolius.

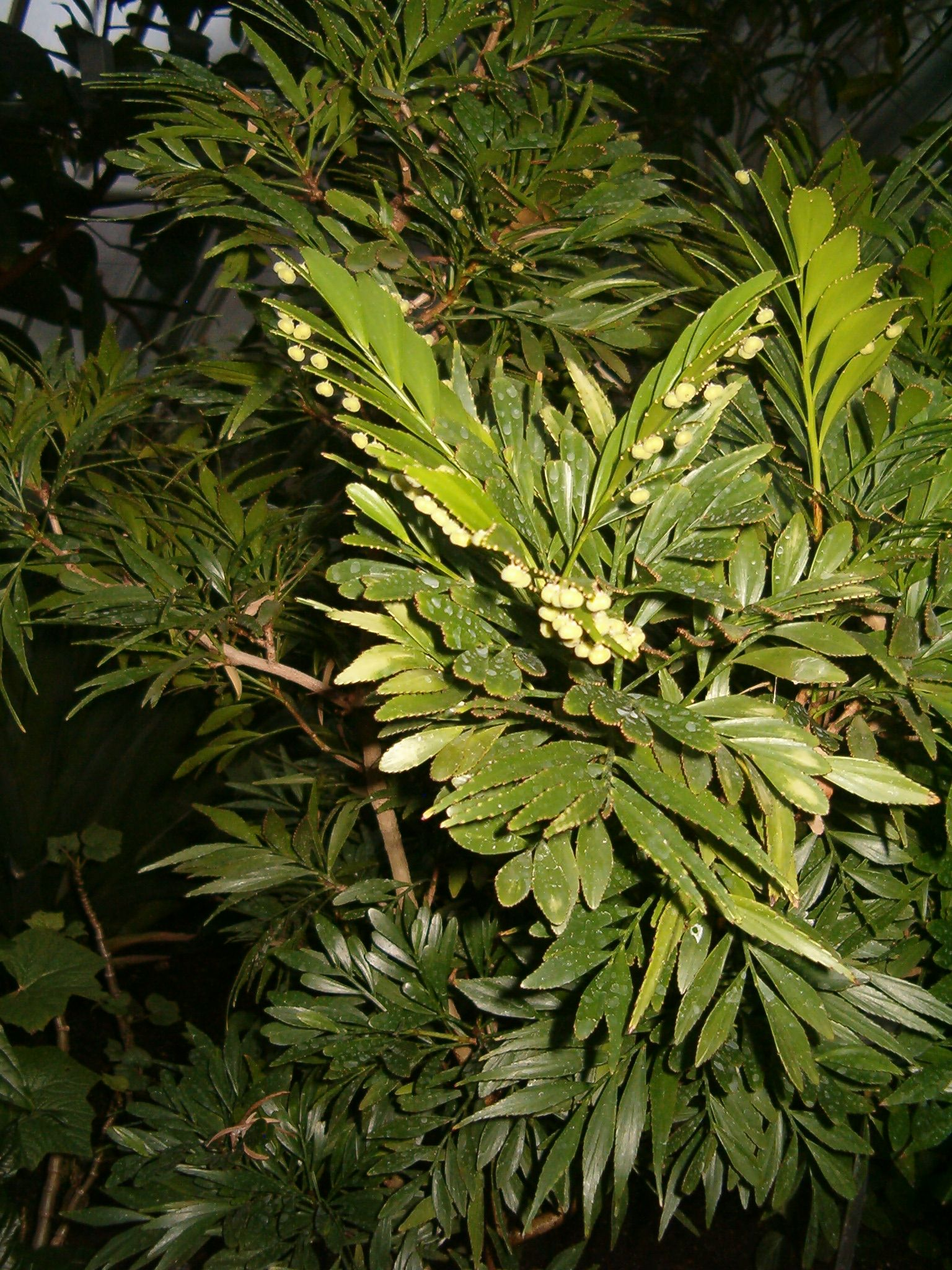
Phyllanthus arbuscula.

Phyllanthus cocumbiensis.

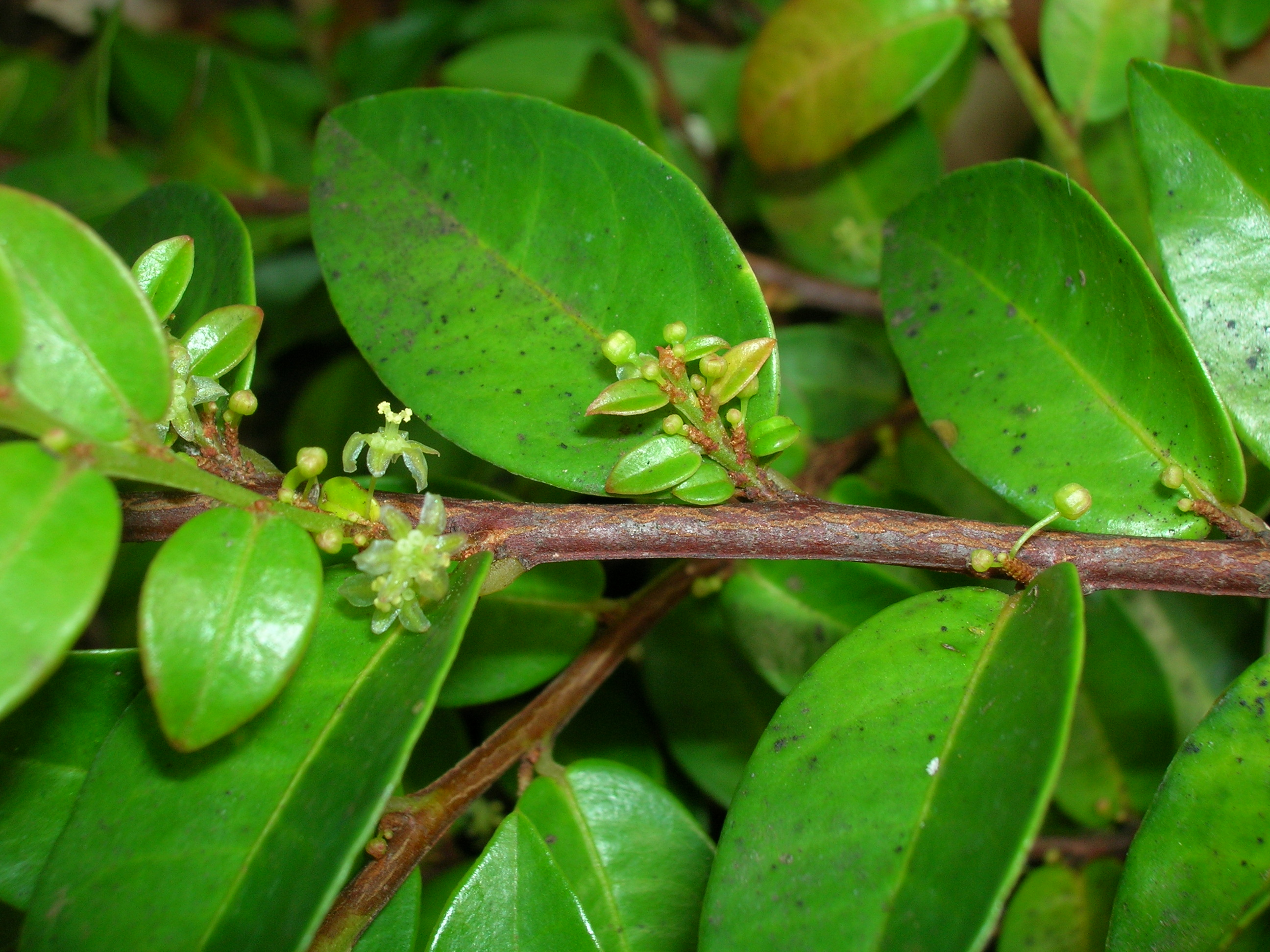
Phyllanthus distichus.

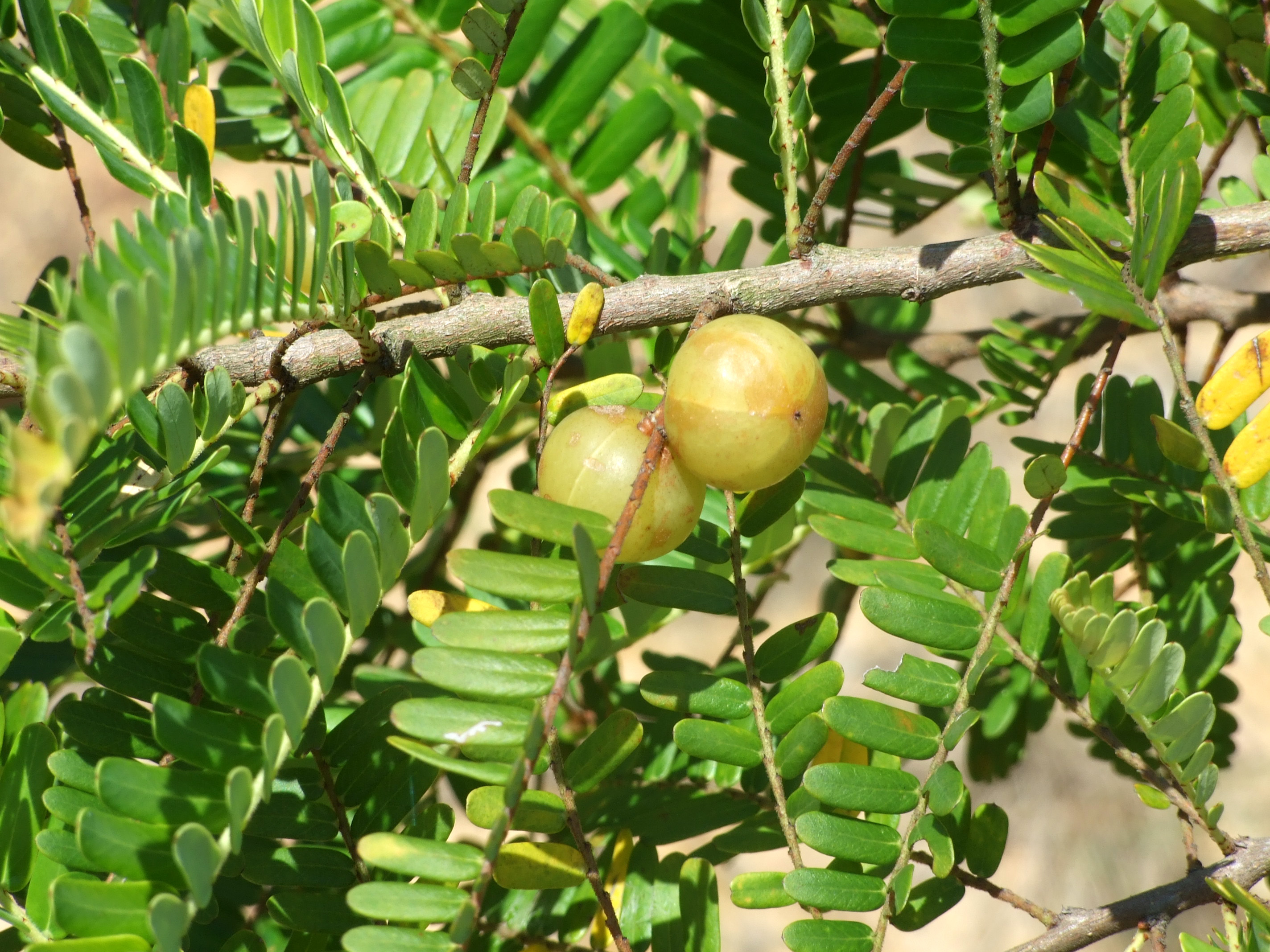
(Phyllanthus emblica).

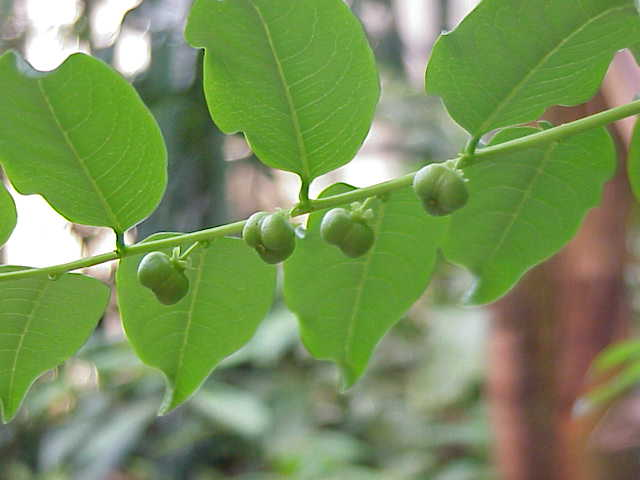
Phyllanthus juglandifolius.

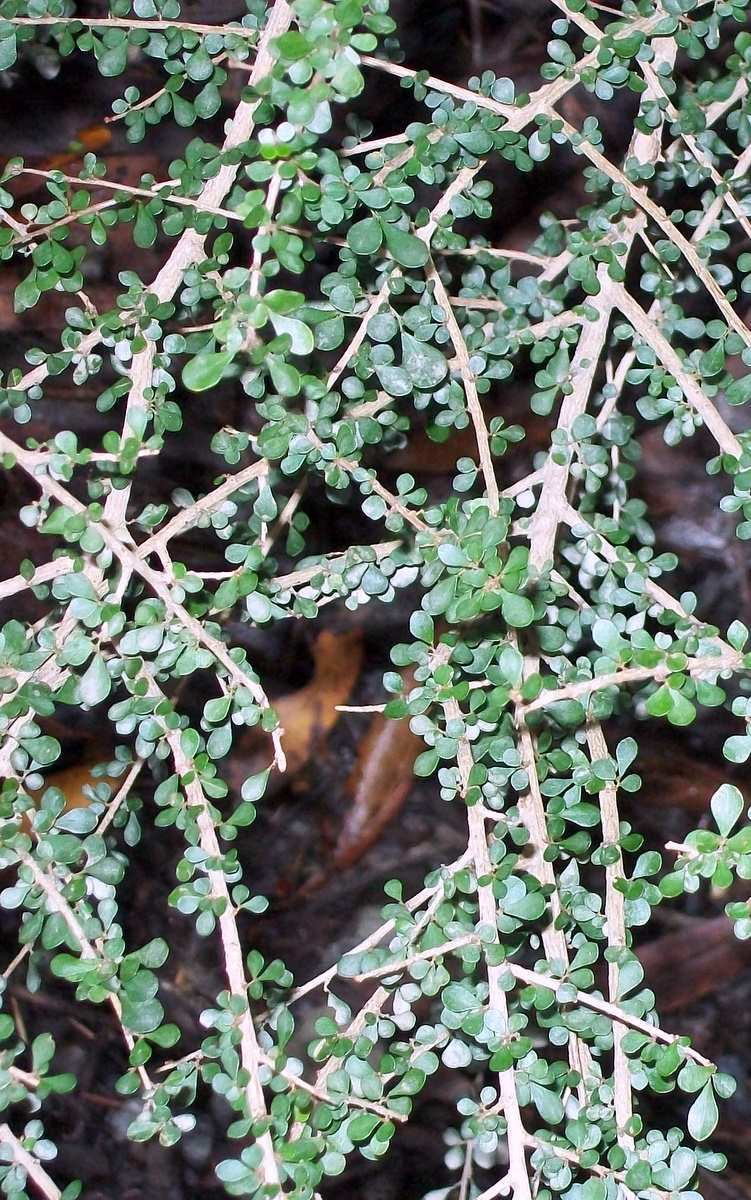
Phyllanthus microcladus.

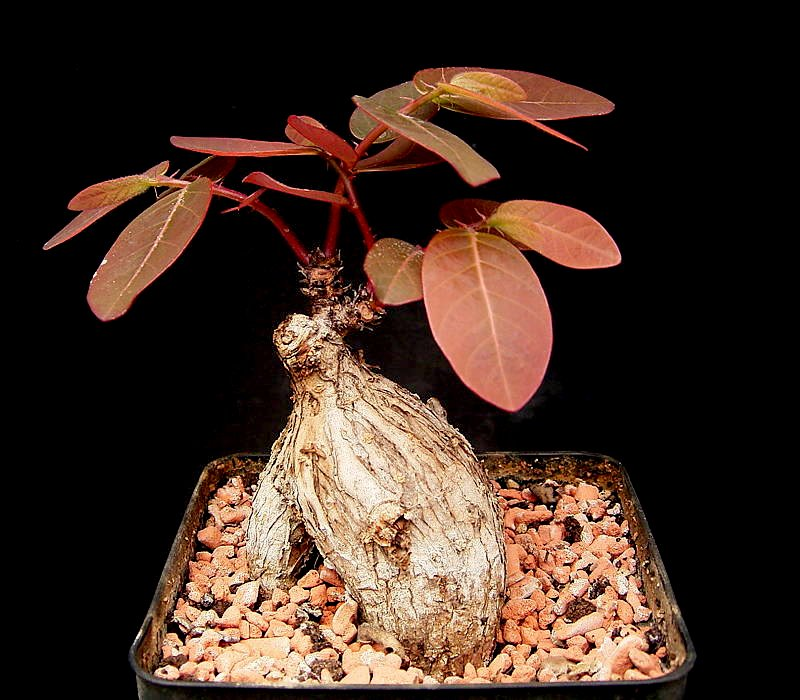
Phyllanthus mirabilis.

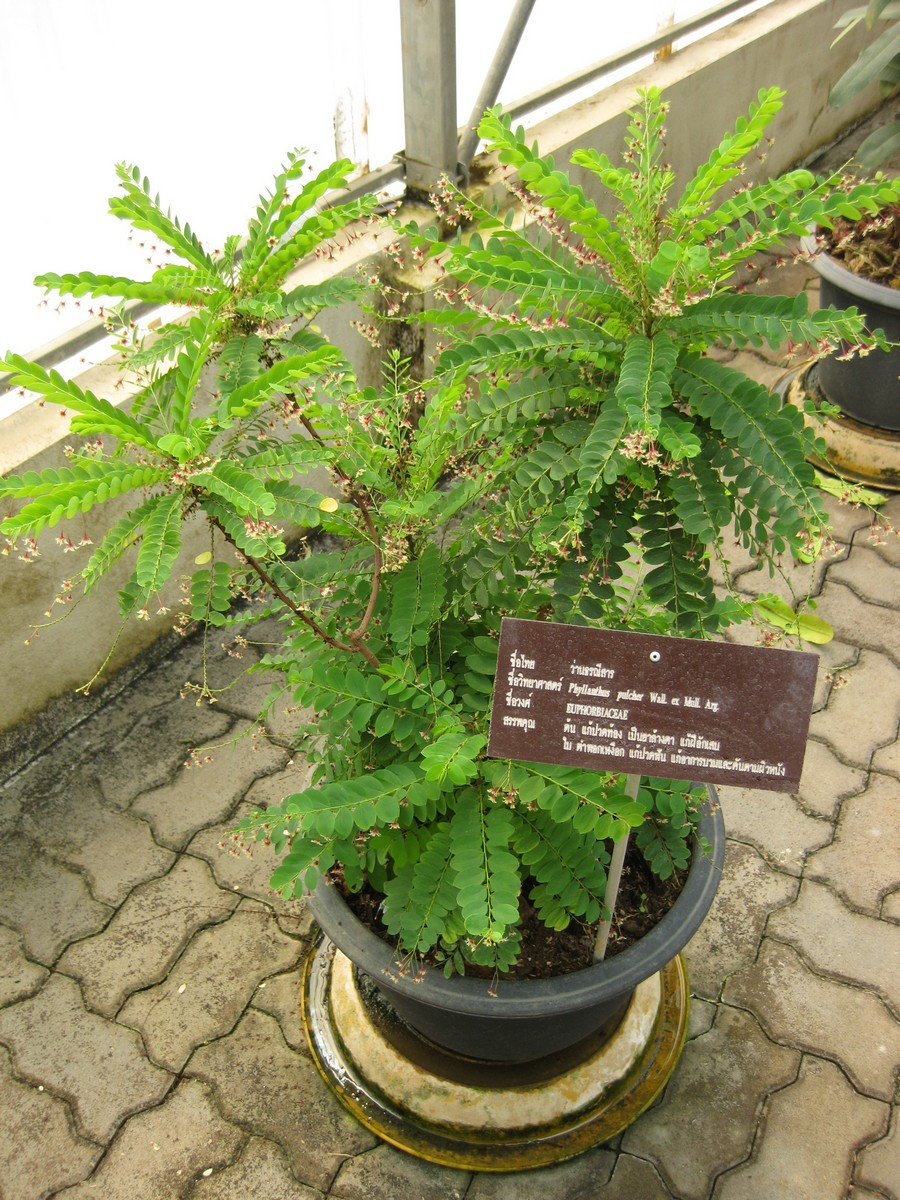
Phyllanthus pulcher.

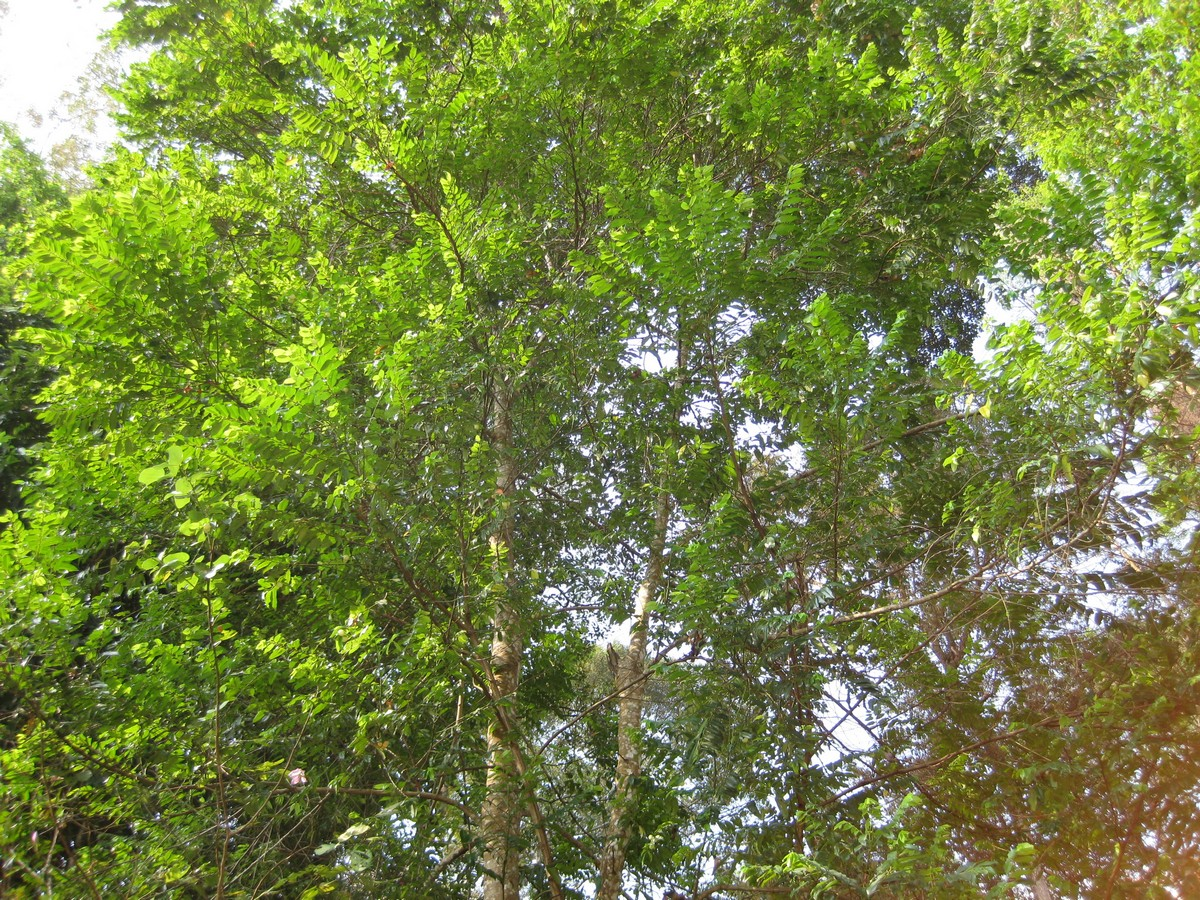
Phyllanthus roseus.

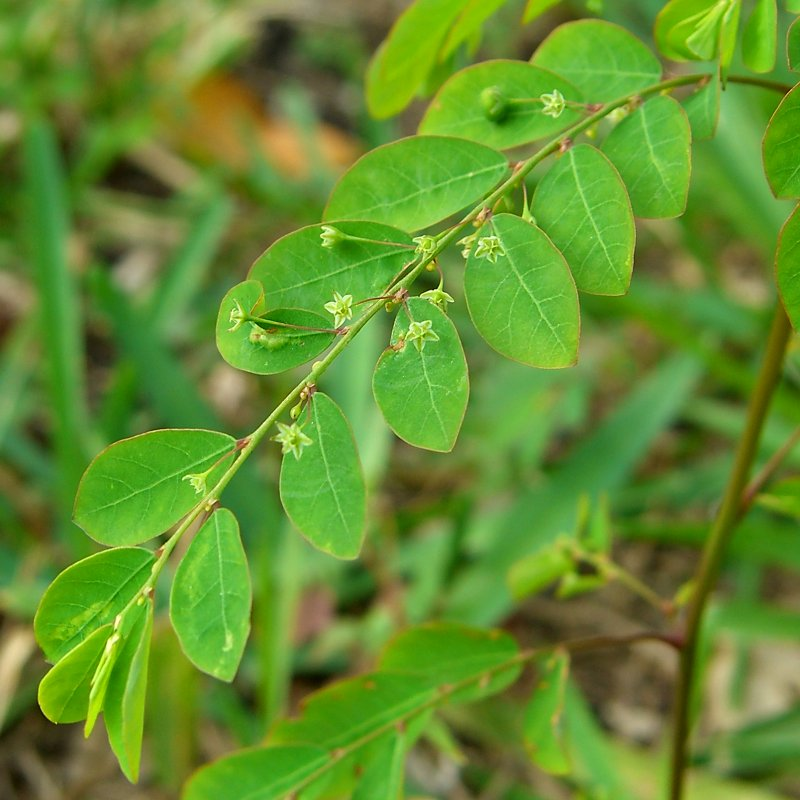
Phyllanthus tenellus.

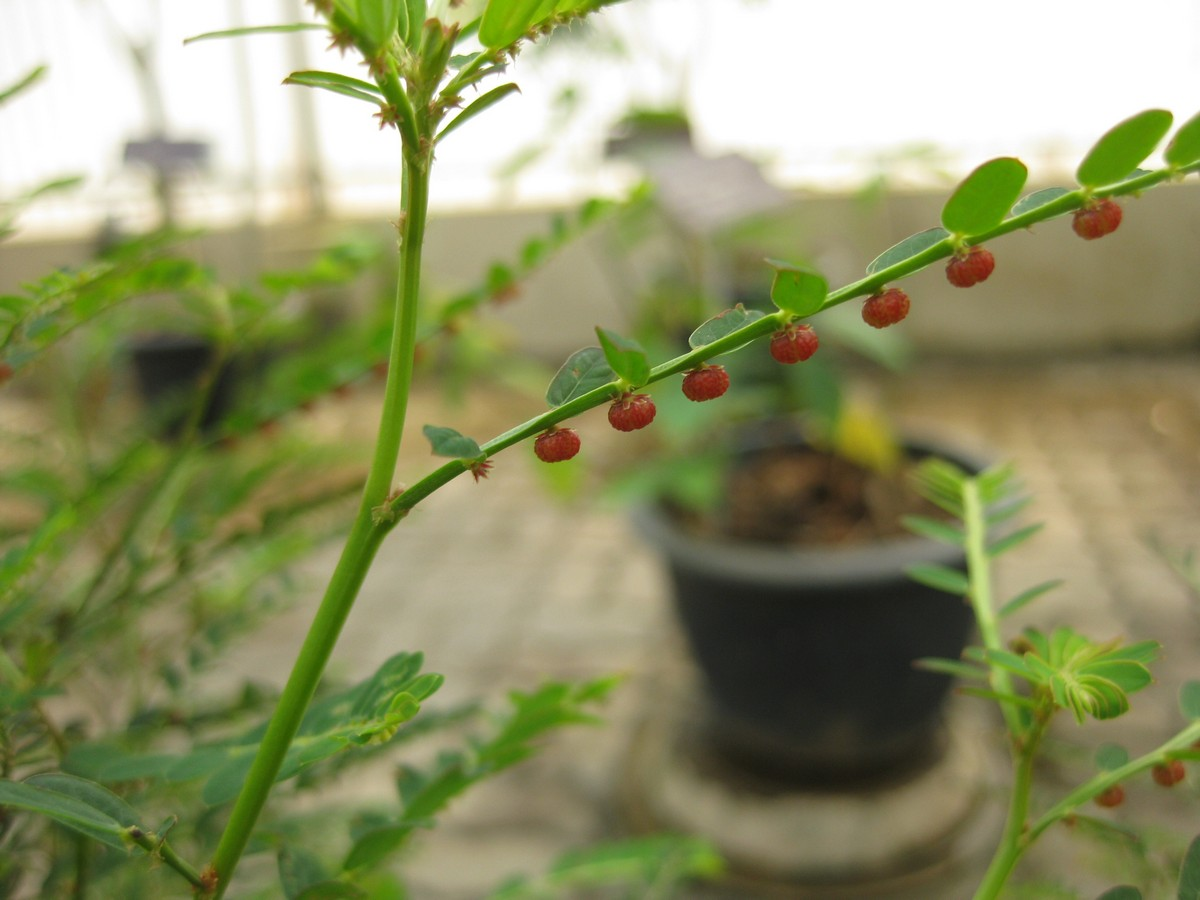
Phyllanthus urinaria.

## A
- Phyllanthus abditus G.L.Webster
- Phyllanthus abnormis Baill.
- Phyllanthus acacioides Urb.
- Phyllanthus acidus (L.) Skeels)
- Phyllanthus acinacifolius Airy Shaw & G.L.Webster
- Phyllanthus actephilifolius J.J.Sm.
- Phyllanthus acuminatus Vahl
- Phyllanthus acutifolius Poir. ex Spreng.
- Phyllanthus acutissimus Miq.
- Phyllanthus adenodiscus Müll.Arg.
- Phyllanthus adianthoides Klotzsch
- Phyllanthus aeneus Baill.[1]
- Phyllanthus affinis Müll.Arg.
- Phyllanthus airy-shawii Jean F.Brunel & J.P.Roux
- Phyllanthus ajmerianus L.B.Chaudhary & R.R.Rao
- Phyllanthus albidiscus (Ridl.) Airy Shaw
- Phyllanthus albizzioides (Kurz) Hook. f.
- Phyllanthus albolapidosi Leandri
- Phyllanthus allemii G.L.Webster
- Phyllanthus almadensis Müll.Arg.
- Phyllanthus alpestris Beille
- Phyllanthus amarus Schumach. & Thonn.
- Phyllanthus ambatovolanus Leandri
- Phyllanthus amicorum G.L.Webster
- Phyllanthus amieuensis Guillaumin
- Phyllanthus amnicola G.L.Webster
- Phyllanthus ampandrandavae Leandri
- Phyllanthus anabaptizatus Müll.Arg.
- Phyllanthus analamerae Leandri
- Phyllanthus anamalayanus (Gamble) G.L.Webster
- Phyllanthus andamanicus N.P.Balakr. & N.G.Nair
- Phyllanthus anderssonii Müll.Arg.
- Phyllanthus andranovatensis Jean F.Brunel & J.P.Roux
- Phyllanthus angkorensis Beille
- Phyllanthus angolensis Müll.Arg.
- Phyllanthus angustatus Hutch.
- Phyllanthus angustifolius (Sw.) Sw.
- Phyllanthus angustissimus Müll.Arg.
- Phyllanthus anisolobus Müll.Arg.
- Phyllanthus anisophyllioides Merr.
- Phyllanthus ankarana Leandri
- Phyllanthus ankaratrae (Leandri) Petra Hoffm. & McPherson
- Phyllanthus anthopotamicus Hand.-Mazz.
- Phyllanthus aoraiensis Nadeaud
- Phyllanthus aoupinieensis M.Schmid
- Phyllanthus aphanostylus Airy Shaw & G.L.Webster
- Phyllanthus apiculatus Merr.
- Phyllanthus arachnodes Govaerts & Radcl.-Sm.
- Phyllanthus arbuscula (Sw.) J.F.Gmel.[2]
- Phyllanthus archboldianus Airy Shaw & G.L.Webster
- Phyllanthus ardisianthus Airy Shaw & G.L.Webster
- Phyllanthus arenarius Beille
- Phyllanthus arenicola Casar.
- Phyllanthus argyi H.Lév.
- Phyllanthus aridus Benth.
- Phyllanthus armstrongii Benth.
- Phyllanthus arnhemicus S.Moore
- Phyllanthus artensis M.Schmid
- Phyllanthus arvensis Müll.Arg.
- Phyllanthus aspersus Jean F.Brunel & J.P.Roux
- Phyllanthus asperulatus Hutch.
- Phyllanthus atabapoensis Jabl.
- Phyllanthus atalaiensis G.L.Webster
- Phyllanthus attenuatus Miq.
- Phyllanthus augustinii Baill.
- Phyllanthus australis Hook. f.
- Phyllanthus austroparensis Radcl.-Sm.
- Phyllanthus avanguiensis M.Schmid
- Phyllanthus avicularis Müll.Arg.
- Phyllanthus awaensis G.L.Webster
- Phyllanthus axillaris (Sw.) Müll.Arg.[3]

## B
- Phyllanthus baeckeoides J.T.Hunter & J.J.Bruhl
- Phyllanthus baeobotryoides Wall. ex Müll.Arg.
- Phyllanthus bahiensis Müll.Arg.
- Phyllanthus baillonianus Müll.Arg.
- Phyllanthus baladensis Baill.
- Phyllanthus balansae Beille
- Phyllanthus balansaeanus Guillaumin
- Phyllanthus balgooyi Petra Hoffm. & A.J.M.Baker
- Phyllanthus bancilhonae Jean F.Brunel & J.P.Roux
- Phyllanthus baraouaensis M.Schmid
- Phyllanthus barbarae M.C.Johnst.
- Phyllanthus bathianus Leandri
- Phyllanthus beddomei (Gamble) M.Mohanan
- Phyllanthus benguelensis Müll.Arg.
- Phyllanthus benguetensis C.B.Rob.
- Phyllanthus bequaertii Robyns & Lawalrée
- Phyllanthus bernardii Jabl.
- Phyllanthus bernerianus Baill. ex Müll.Arg.
- Phyllanthus berteroanus Müll.Arg.
- Phyllanthus betsileanus Leandri
- Phyllanthus biantherifer Croizat
- Phyllanthus bicolor Vis.
- Phyllanthus biflorus Rusby
- Phyllanthus binhii Thin
- Phyllanthus birmanicus Müll.Arg.
- Phyllanthus blanchetianus Müll.Arg.
- Phyllanthus blancoanus Müll.Arg.
- Phyllanthus bodinieri (H.Lév.) Rehder
- Phyllanthus boehmii Pax
- Phyllanthus boguenensis M.Schmid
- Phyllanthus bojerianus (Baill.) Müll.Arg.
- Phyllanthus bolivarensis Steyerm.
- Phyllanthus bolivianus Pax & K.Hoffm.
- Phyllanthus bonnardii Jean F.Brunel
- Phyllanthus borenensis M.G.Gilbert
- Phyllanthus borjaensis Jabl.
- Phyllanthus botryanthus Müll.Arg.
- Phyllanthus bourgeoisii Baill.
- Phyllanthus brachyphyllus Urb.
- Phyllanthus brandegeei Millsp.
- Phyllanthus brasiliensis (Aubl.) Poir.
- Phyllanthus brassii C.T.White
- Phyllanthus brevipes Hook. f.
- Phyllanthus breynioides (P.T.Li) Govaerts & Radcl.-Sm.
- Phyllanthus brynaertii Jean F.Brunel
- Phyllanthus buchii Urb.
- Phyllanthus bupleuroides Baill.
- Phyllanthus burundiensis Jean F.Brunel
- Phyllanthus buxifolius (Blume) Müll.Arg.
- Phyllanthus buxoides Guillaumin

## C
- Phyllanthus cacuminum Müll.Arg.
- Phyllanthus caesiifolius Petra Hoffm. & Cheek[4]
- Phyllanthus caesius Airy Shaw & G.L.Webster
- Phyllanthus caespitosus Brenan
- Phyllanthus calcicola M.Schmid
- Phyllanthus caligatus Jean F.Brunel & J.P.Roux
- Phyllanthus callejasii G.L.Webster
- Phyllanthus callidiscus Jean F.Brunel
- Phyllanthus calycinus Labill.
- Phyllanthus camerunensis Jean F.Brunel
- Phyllanthus caparaoensis G.L.Webster
- Phyllanthus caraculiensis Jean F.Brunel
- Phyllanthus caribaeus Urb.
- Phyllanthus carinatus Beille
- Phyllanthus carlottae M.Schmid
- Phyllanthus carnosulus Müll.Arg.
- Phyllanthus caroliniensis Walter
- Phyllanthus carpentariae Müll.Arg.
- Phyllanthus carrenoi Steyerm.
- Phyllanthus carunculatus Jean F.Brunel
- Phyllanthus carvalhoi G.L.Webster
- Phyllanthus casearioides S.Moore
- Phyllanthus cassioides Rusby
- Phyllanthus casticum P.Willemet
- Phyllanthus castus S.Moore
- Phyllanthus caudatifolius Merr.
- Phyllanthus caudatus Müll.Arg.
- Phyllanthus cauliflorus (Sw.) Griseb.[5]
- Phyllanthus cauticola J.T.Hunter & J.J.Bruhl
- Phyllanthus caymanensis G.L.Webster & Proctor
- Phyllanthus cedrelifolius Verdc.
- Phyllanthus celebicus Koord.
- Phyllanthus ceratostemon Brenan
- Phyllanthus chacoensis Morong
- Phyllanthus chamaecerasus Baill.
- Phyllanthus chamaecristoides Urb.
- Phyllanthus chamaepeuce Ridl.
- Phyllanthus chandrabosei Govaerts & Radcl.-Sm.
- Phyllanthus chantrieri André
- Phyllanthus chekiangensis Croizat & Metcalf
- Phyllanthus cherrieri M.Schmid
- Phyllanthus chevalieri Beille
- Phyllanthus chiapensis Sprague
- Phyllanthus chimantae Jabl.
- Phyllanthus choretroides Müll.Arg.
- Phyllanthus chrysanthus Baill.
- Phyllanthus chryseus Howard
- Phyllanthus ciccoides Müll.Arg.
- Phyllanthus ciliaris Baill.
- Phyllanthus cinctus Urb.
- Phyllanthus cinereus Müll.Arg.
- Phyllanthus cladanthus Müll.Arg.[6]
- Phyllanthus cladotrichus Müll.Arg.
- Phyllanthus clamboides (F.Muell.) Diels
- Phyllanthus clarkei Hook. f.: Índia, Paquistão, Mianmar, Tailândia, China e Vietname.
- Phyllanthus claussenii Müll.Arg.
- Phyllanthus coalcomanensis Croizat
- Phyllanthus cochinchinensis Spreng.
- Phyllanthus cocumbiensis Jean F.Brunel
- Phyllanthus collinsiae Craib
- Phyllanthus × collinum-misuku Radcl.-Sm.
- Phyllanthus collinus Domin
- Phyllanthus columnaris Müll.Arg.
- Phyllanthus coluteoides Baill. ex Müll.Arg.
- Phyllanthus comorensis Leandri
- Phyllanthus comosus Urb.
- Phyllanthus compressus Kunth
- Phyllanthus comptonii S.Moore
- Phyllanthus comptus G.L.Webster
- Phyllanthus confusus Brenan
- Phyllanthus conjugatus M.Schmid[7]
- Phyllanthus consanguineus Müll.Arg.
- Phyllanthus cordatulus C.B.Rob.
- Phyllanthus cornutus Baill.
- Phyllanthus coursii Leandri
- Phyllanthus crassinervius Radcl.-Sm.
- Phyllanthus cristalensis Urb.
- Phyllanthus cryptophilus (Comm. ex A.Juss.) Müll.Arg.
- Phyllanthus cuatrecasanus G.L.Webster
- Phyllanthus cuneifolius (Britton) Croizat
- Phyllanthus cunenensis JeanF.Brunel
- Phyllanthus curranii C.B.Rob.
- Phyllanthus cuscutiflorus S.Moore
- Phyllanthus cryptophilus (Comm. ex A.Juss.) Müll.Arg.

## D
- Phyllanthus daclacensis Thin
- Phyllanthus dallachyanus Benth.
- Phyllanthus dawsonii Steyerm.
- Phyllanthus dealbatus Alston
- Phyllanthus debilis Klein ex Willd.
- Phyllanthus deciduiramus Däniker
- Phyllanthus decipiens (Baill.) Müll.Arg.
- Phyllanthus dekindtianus Jean F.Brunel
- Phyllanthus delagoensis Hutch.
- Phyllanthus delpyanus Hutch.
- Phyllanthus denticulatus Jean F.Brunel
- Phyllanthus deplanchei Müll.Arg.[8]
- Phyllanthus dewildeanus Jean F.Brunel
- Phyllanthus dewildeorum M.G.Gilbert
- Phyllanthus dictyophlebsis Radcl.-Sm.
- Phyllanthus dictyospermus Müll.Arg.
- Phyllanthus dimorphus Britton & P.Wilson
- Phyllanthus dinklagei Pax
- Phyllanthus dinteri Pax
- Phyllanthus discolaciniatus Jean F.Brunel
- Phyllanthus discolor Poepp. ex Spreng.
- Phyllanthus distichus Hook. & Arn.
- Phyllanthus dongmoensis Thin
- Phyllanthus dorotheae M.Schmid
- Phyllanthus dracunculoides Baill.
- Phyllanthus duidae Gleason
- Phyllanthus dumbeaensis M.Schmid
- Phyllanthus dumetosus Poir.
- Phyllanthus dumosus C.B.Rob.
- Phyllanthus dunnianus (H.Lév.) Hand.-Mazz. ex Rehder
- Phyllanthus dusenii Hutch.
- Phyllanthus dzumacensis M.Schmid

## E
- Phyllanthus echinospermus C.Wright
- Phyllanthus edmundoi L.J.M.Santiago
- Phyllanthus effusus S.Moore
- Phyllanthus ekmanii G.L.Webster
- Phyllanthus elegans Wall. ex Müll.Arg.
- Phyllanthus eliae (Jean F.Brunel & J.P.Roux) Jean F.Brunel
- Phyllanthus elsiae Urb.
- Phyllanthus embergeri Haicour & Rossignol
- Phyllanthus emblica L.,
- Phyllanthus engleri Pax
- Phyllanthus epiphyllanthus L.
- Phyllanthus epiphylliferens Jean F.Brunel
- Phyllanthus ericoides Torr.
- Phyllanthus erwinii J.T.Hunter & J.J.Bruhl
- Phyllanthus erythrotrichus C.B.Rob.
- Phyllanthus eurisladro Mart. ex Colla
- Phyllanthus eutaxioides S.Moore
- Phyllanthus evanescens Brandegee
- Phyllanthus everettii C.B.Rob.
- Phyllanthus evrardii Beille
- Phyllanthus excisus Urb.
- Phyllanthus exilis S.Moore
- Phyllanthus eximius G.L.Webster & Proctor[9]

## F
- Phyllanthus fadyenii Urb.[10]
- Phyllanthus faguetii Baill.[11]
- Phyllanthus fallax Müll.Arg.
- Phyllanthus fangchengensis P.T.Li
- Phyllanthus fastigiatus Mart. ex Müll.Arg.
- Phyllanthus favieri M.Schmid
- Phyllanthus felicis Jean F.Brunel
- Phyllanthus filicifolius Gage
- Phyllanthus fimbriatitepalus Guillaumin
- Phyllanthus fimbriatus (Wight) Müll.Arg.
- Phyllanthus fimbricalyx P.T.Li
- Phyllanthus finschii K.Schum.
- Phyllanthus fischeri Pax
- Phyllanthus flagellaris Benth.
- Phyllanthus flagelliformis Müll.Arg.
- Phyllanthus flaviflorus (K.Schum. & Lauterb.) Airy Shaw
- Phyllanthus flexuosus (Siebold & Zucc.) Müll.Arg.
- Phyllanthus fluitans Benth. ex Müll.Arg.
- Phyllanthus fluminis-athi Radcl.-Sm.
- Phyllanthus × fluminis-sabi Radcl.-Sm.
- Phyllanthus fluminis-zambesi Radcl.-Sm.
- Phyllanthus formosus Urb.
- Phyllanthus forrestii W.W.Sm.
- Phyllanthus fotii Jean F.Brunel
- Phyllanthus fractiflexus M.Schmid
- Phyllanthus fraguensis M.C.Johnst.
- Phyllanthus franchetianus H.Lév.
- Phyllanthus francii Guillaumin
- Phyllanthus fraternus G.L.Webster
- Phyllanthus frazieri Radcl.-Sm.
- Phyllanthus friesii Hutch.
- Phyllanthus frodinii Airy Shaw
- Phyllanthus fuernrohrii F.Muell.
- Phyllanthus fuertesii Urb.
- Phyllanthus fuscoluridus Müll.Arg.

## G
- Phyllanthus gabonensis Jean F.Brunel
- Phyllanthus gageanus (Gamble) M.Mohanan
- Phyllanthus gagnioevae Jean F.Brunel & J.P.Roux
- Phyllanthus galeottianus Baill.
- Phyllanthus geayi Leandri ex Humbert
- Phyllanthus geniculatostemon Jean F.Brunel
- Phyllanthus gentryi G.L.Webster[12]
- Phyllanthus geoffrayi Beille
- Phyllanthus gillettianus Jean F.Brunel
- Phyllanthus gjellerupi J.J.Sm.
- Phyllanthus glabrescens (Miq.) Müll.Arg.
- Phyllanthus gladiatus Müll.Arg.
- Phyllanthus glaucinus (Miq.) Müll.Arg.
- Phyllanthus glaucophyllus Sond.
- Phyllanthus glaucus Wall. ex Müll.Arg.
- Phyllanthus glaziovii Müll.Arg.
- Phyllanthus glochidioides Elmer
- Phyllanthus gneissicus S.Moore
- Phyllanthus goianensis L.J.M.Santiago
- Phyllanthus golonensis M.Schmid
- Phyllanthus gomphocarpus Hook. f.
- Phyllanthus gongyloides Cordeiro & Carn.-Torres
- Phyllanthus goniostemon Radcl.-Sm.
- Phyllanthus gossweileri Hutch.
- Phyllanthus goudotianus (Baill.) Müll.Arg.
- Phyllanthus gracilipes (Miq.) Müll.Arg.
- Phyllanthus gradyi M.J.Silva & M.F.Sales
- Phyllanthus graminicola Hutch.
- Phyllanthus grandifolius L.
- Phyllanthus graveolens Kunth
- Phyllanthus greenei Elmer
- Phyllanthus griffithii Müll.Arg.
- Phyllanthus guangdongensis P.T.Li
- Phyllanthus guanxiensis Govaerts & Radcl.-Sm.
- Phyllanthus guillauminii Däniker
- Phyllanthus gunnii Hook. f.
- Phyllanthus gypsicola McVaugh

## H
- Phyllanthus hainanensis Merr.
- Phyllanthus hakgalensis Thwaites ex Trimen
- Phyllanthus harmandii Beille
- Phyllanthus harrimanii G.L.Webster
- Phyllanthus harrisii Radcl.-Sm.
- Phyllanthus hasskarlianus Müll.Arg.
- Phyllanthus helenae M.Schmid
- Phyllanthus heliotropus C.Wright ex Griseb.
- Phyllanthus heteradenius Müll.Arg.
- Phyllanthus heterodoxus Müll.Arg.
- Phyllanthus heterophyllus E.Mey. ex Müll.Arg.
- Phyllanthus heterotrichus Lundell
- Phyllanthus hexadactylus McVaugh
- Phyllanthus heyneanus Müll.Arg.
- Phyllanthus hildebrandtii Pax
- Phyllanthus hirtellus F.Muell. ex Müll.Arg.
- Phyllanthus hodjelensis Schweinf.
- Phyllanthus holostylus Milne-Redh.
- Phyllanthus hortensis Govaerts & Radcl.-Sm.
- Phyllanthus houailouensis M.Schmid
- Phyllanthus huallagensis Standl. ex Croizat
- Phyllanthus humbertianus Leandri
- Phyllanthus humbertii (Leandri) Petra Hoffm. & McPherson
- Phyllanthus humpatanus Jean F.Brunel
- Phyllanthus hutchinsonianus S.Moore
- Phyllanthus hypoleucus Müll.Arg.
- Phyllanthus hypospodius F.Muell.
- Phyllanthus hyssopifolioides Kunth

## I
- Phyllanthus ibonensis Rusby
- Phyllanthus imbricatus G.L.Webster
- Phyllanthus incrustatus Urb.
- Phyllanthus incurvus Thunb.
- Phyllanthus indigoferoides Benth.
- Phyllanthus indofischeri Bennet
- Phyllanthus inflatus Hutch.
- Phyllanthus insulae-japen Airy Shaw
- Phyllanthus insulensis Beille
- Phyllanthus involutus J.T.Hunter & J.J.Bruhl
- Phyllanthus iratsiensis Leandri
- Phyllanthus irriguus Radcl.-Sm.
- Phyllanthus isalensis (Leandri) Leandri
- Phyllanthus isomonensis Leandri
- Phyllanthus itatiaiensis Brade
- Phyllanthus ivohibeus Leandri

## J
- Phyllanthus jablonskianus Steyerm. & Luteyn
- Phyllanthus jaegeri Jean F.Brunel & J.P.Roux
- Phyllanthus jaffrei M.Schmid
- Phyllanthus jauaensis Jabl.
- Phyllanthus jaubertii Vieill. ex Guillaumin
- Phyllanthus juglandifolius Willd.
- Phyllanthus junceus Müll.Arg.

## K
- Phyllanthus kaessneri Hutch.
- Phyllanthus kampotensis Beille
- Phyllanthus kanalensis Baill.
- Phyllanthus karibibensis Jean F.Brunel
- Phyllanthus kelleanus Jean F.Brunel
- Phyllanthus kerrii Airy Shaw
- Phyllanthus kerstingii Jean F.Brunel
- Phyllanthus keyensis Warb.
- Phyllanthus kinabaluicus Airy Shaw
- Phyllanthus kivuensis Jean F.Brunel
- Phyllanthus klotzschianus Müll.Arg.
- Phyllanthus koghiensis Guillaumin
- Phyllanthus koniamboensis M.Schmid
- Phyllanthus kostermansii Airy Shaw
- Phyllanthus kouaouaensis M.Schmid
- Phyllanthus koumacensis Guillaumin

## L
- Phyllanthus lacerosus Airy Shaw
- Phyllanthus laciniatus C.B.Rob.
- Phyllanthus lacunarius F.Muell.
- Phyllanthus lacunellus Airy Shaw
- Phyllanthus lamprophyllus Müll.Arg.
- Phyllanthus lanceifolius Merr.
- Phyllanthus lanceolatus Poir.
- Phyllanthus lasiogynus Müll.Arg.
- Phyllanthus latifolius (L.) Sw.[13]
- Phyllanthus lativenius (Croizat) Govaerts & Radcl.-Sm.
- Phyllanthus lawii J.Graham
- Phyllanthus laxiflorus Benth.
- Phyllanthus lebrunii Robyns & Lawalrée
- Phyllanthus lediformis Jabl.
- Phyllanthus leonardianus Lisowski, Malaisse & Symoens
- Phyllanthus leptobotryosus Donn.Sm.
- Phyllanthus leptocaulos Müll.Arg.
- Phyllanthus leptoclados Benth.
- Phyllanthus leptoneurus Urb.
- Phyllanthus leptophyllus Müll.Arg.
- Phyllanthus leschenaultii Müll.Arg.
- Phyllanthus letestui JeanF.Brunel
- Phyllanthus letouzeyanus JeanF.Brunel
- Phyllanthus leucanthus Pax
- Phyllanthus leucocalyx Hutch.
- Phyllanthus leucochlamys Radcl.-Sm.
- Phyllanthus leucosepalus Jean F.Brunel
- Phyllanthus leytensis Elmer
- Phyllanthus lichenisilvae (Leandri ex Humbert) PetraHoffm. & McPherson
- Phyllanthus liebmannianus Müll.Arg.
- Phyllanthus liesneri G.L.Webster
- Phyllanthus ligustrifolius S.Moore
- Phyllanthus lii Govaerts & Radcl.-Sm.
- Phyllanthus limmuensis Cufod.
- Phyllanthus lindbergii Müll.Arg.
- Phyllanthus lindenianus Baill.
- Phyllanthus lingulatus Beille
- Phyllanthus liukiuensis Matsum. ex Hayata
- Phyllanthus loandensis Welw. ex Müll.Arg.
- Phyllanthus lokohensis Leandri
- Phyllanthus longiramosus Guillaumin
- Phyllanthus longistylus Jabl.
- Phyllanthus loranthoides Baill.
- Phyllanthus luciliae M.Schmid
- Phyllanthus lunifolius Gilbert & Thulin

## M
- Phyllanthus macgregorii C.B.Rob.
- Phyllanthus macphersonii M.Schmid
- Phyllanthus macraei Müll.Arg.
- Phyllanthus macranthus Pax
- Phyllanthus macrocalyx Müll.Arg.
- Phyllanthus macrochorion Baill.
- Phyllanthus madagascariensis Müll.Arg.
- Phyllanthus madeirensis Croizat
- Phyllanthus maderaspatensis L.
- Phyllanthus maestrensis Urb.
- Phyllanthus mafingensis Radcl.-Sm.
- Phyllanthus magdemeanus Jean F.Brunel
- Phyllanthus magnificens Jean F.Brunel & J.P.Roux
- Phyllanthus maguirei Jabl.
- Phyllanthus mahengeaensis Jean F.Brunel
- Phyllanthus major Steyerm.
- Phyllanthus makitae Jean F.Brunel
- Phyllanthus maleolens Urb. & Ekman
- Phyllanthus mananarensis Leandri
- Phyllanthus manausensis W.A.Rodrigues
- Phyllanthus mandjeliaensis M.Schmid
- Phyllanthus mangenotii M.Schmid
- Phyllanthus manicaensis Jean F.Brunel ex Radcl.-Sm.
- Phyllanthus mannianus Müll.Arg.
- Phyllanthus mantsakariva Leandri
- Phyllanthus margaretae M.Schmid
- Phyllanthus marianus Müll.Arg.
- Phyllanthus maritimus J.J.Sm.
- Phyllanthus marojejiensis (Leandri) Petra Hoffm. & McPherson
- Phyllanthus martii Müll.Arg.
- Phyllanthus martinii Radcl.-Sm.
- Phyllanthus matitanensis Leandri
- Phyllanthus mckenziei Fosberg
- Phyllanthus mcvaughii G.L.Webster
- Phyllanthus megacarpus (Gamble) Kumari & Chandrab.
- Phyllanthus megalanthus C.B.Rob.
- Phyllanthus megapodus G.L.Webster
- Phyllanthus melleri Müll.Arg.
- Phyllanthus memaoyaensis M.Schmid
- Phyllanthus mendesii Jean F.Brunel
- Phyllanthus mendoncae Jean F.Brunel
- Phyllanthus meridensis G.L.Webster
- Phyllanthus merinthopodus Diels
- Phyllanthus meuieensis M.Schmid
- Phyllanthus meyerianus Müll.Arg.
- Phyllanthus mickelii McVaugh
- Phyllanthus micranthus A.Rich.
- Phyllanthus microcarpus (Benth.) Müll.Arg.
- Phyllanthus microcladus Müll.Arg.
- Phyllanthus microdendron Müll.Arg.
- Phyllanthus microdictyus Urb.
- Phyllanthus micromeris Radcl.-Sm.
- Phyllanthus microphyllinus Müll.Arg.
- Phyllanthus microphyllus Kunth
- Phyllanthus mieschii JeanF.Brunel & J.P.Roux
- Phyllanthus millei Standl.[14]
- Phyllanthus mimicus G.L.Webster
- Phyllanthus mimosoides Sw.
- Phyllanthus minahassae Koord.
- Phyllanthus minarum Standl. & Steyerm.
- Phyllanthus mindorensis C.B.Rob.
- Phyllanthus mindouliensis JeanF.Brunel
- Phyllanthus minutifolius Jabl.
- Phyllanthus minutulus Müll.Arg.
- Phyllanthus mirabilis Müll.Arg.
- Phyllanthus mirificus G.L.Webster
- Phyllanthus mitchellii Benth.
- Phyllanthus mittenianus Hutch.
- Phyllanthus mkurirae JeanF.Brunel
- Phyllanthus mocinianus Baill.
- Phyllanthus mocotensis G.L.Webster
- Phyllanthus mocquerysianus A.DC.
- Phyllanthus moeroensis De Wild.
- Phyllanthus moi P.T.Li
- Phyllanthus monroviae JeanF.Brunel
- Phyllanthus montanus (Sw.) Sw.[15]
- Phyllanthus montis-fontium M.Schmid
- Phyllanthus montrouzieri Guillaumin
- Phyllanthus mooneyi M.G.Gilbert
- Phyllanthus moorei M.Schmid
- Phyllanthus moramangicus (Leandri) Leandri
- Phyllanthus moratii M.Schmid
- Phyllanthus mouensis M.Schmid
- Phyllanthus mozambicensis Gand.
- Phyllanthus muellerianus (Kuntze) Exell
- Phyllanthus mukerjeeanus D.Mitra & Bennet
- Phyllanthus multiflorus Poir.
- Phyllanthus muriculatus J.J.Sm.
- Phyllanthus muscosus Ridl.
- Phyllanthus mutisianus G.L.Webster
- Phyllanthus myriophyllus Urb.
- Phyllanthus myrsinites Kunth
- Phyllanthus myrtaceus Sond.
- Phyllanthus myrtifolius (Wight) Müll.Arg.
- Phyllanthus myrtilloides Griseb.

## N
- Phyllanthus nanellus P.T.Li
- Phyllanthus narayanswamii Gamble
- Phyllanthus natoensis M.Schmid
- Phyllanthus ndikinimekianus Jean F.Brunel
- Phyllanthus neblinae Jabl.
- Phyllanthus neoleonensis Croizat
- Phyllanthus nhatrangensis Beille
- Phyllanthus nigericus Brenan
- Phyllanthus nigrescens (Blanco) Müll.Arg.
- Phyllanthus niinamii Hayata
- Phyllanthus ningaensis M.Schmid
- Phyllanthus niruri L.
- Phyllanthus niruroides Müll.Arg.
- Phyllanthus nitens M.Schmid
- Phyllanthus nitidulus Müll.Arg.
- Phyllanthus nothisii M.Schmid
- Phyllanthus novae-hollandiae Müll.Arg.
- Phyllanthus nozeranianus Jean F.Brunel & J.P.Roux
- Phyllanthus nummulariifolius Poir.
- Phyllanthus nummularioides Müll.Arg.
- Phyllanthus nutans Sw.
- Phyllanthus nyale Petra Hoffm. & Cheek[16]
- Phyllanthus nyikae Radcl.-Sm.

## O
- Phyllanthus oaxacanus Brandegee
- Phyllanthus obdeltophyllus Leandri
- Phyllanthus obfalcatus Lasser & Maguire
- Phyllanthus oblanceolatus J.T.Hunter & J.J.Bruhl
- Phyllanthus oblongiglans M.G.Gilbert
- Phyllanthus obtusatus (Billb.) Müll.Arg.
- Phyllanthus occidentalis J.T.Hunter & J.J.Bruhl
- Phyllanthus octomerus Müll.Arg.
- Phyllanthus odontadenioides Jean F.Brunel
- Phyllanthus odontadenius Müll.Arg.
- Phyllanthus oligospermus Hayata
- Phyllanthus omahakensis Dinter & Pax
- Phyllanthus oppositifolius Baill. ex Müll.Arg.
- Phyllanthus orbicularifolius (P.T.Li) Govaerts & Radcl.-Sm.
- Phyllanthus orbicularis Kunth
- Phyllanthus orbiculatus Rich.
- Phyllanthus oreichtitus Leandri
- Phyllanthus oreophilus Müll.Arg.
- Phyllanthus orientalis (Craib) Airy Shaw
- Phyllanthus orinocensis Steyerm.
- Phyllanthus ouveanus Däniker
- Phyllanthus ovalifolius Forssk.
- Phyllanthus ovatifolius J.J.Sm.
- Phyllanthus ovatus Poir.
- Phyllanthus oxycarpus Müll.Arg.
- Phyllanthus oxycoccifolius Hutch.
- Phyllanthus oxyphyllus Miq.

## P
- Phyllanthus pachyphyllus Müll.Arg.
- Phyllanthus pachystylus Urb.
- Phyllanthus pacificus Müll.Arg.
- Phyllanthus pacoensis Thin
- Phyllanthus paezensis Jabl.
- Phyllanthus palauensis Hosok.
- Phyllanthus × pallidus C.Wright ex Griseb.
- Phyllanthus panayensis Merr.
- Phyllanthus pancherianus Baill.
- Phyllanthus papuanus Gage
- Phyllanthus paraguayensis Parodi
- Phyllanthus parainduratus M.Schmid
- Phyllanthus parangoyensis M.Schmid
- Phyllanthus paraqueensis Jabl.
- Phyllanthus parvifolius Buch.-Ham. ex D.Don
- Phyllanthus parvulus Sond.
- Phyllanthus parvus Hutch.
- Phyllanthus paucitepalus M.Schmid
- Phyllanthus pavonianus Baill.
- Phyllanthus paxianus Dinter
- Phyllanthus paxii Hutch.
- Phyllanthus pectinatus Hook. f.
- Phyllanthus peltatus Guillaumin
- Phyllanthus pendulus Roxb.
- Phyllanthus peninsularis Brandegee
- Phyllanthus pentandrus Schumach. & Thonn.
- Phyllanthus pentaphyllus C.Wright ex Griseb.
- Phyllanthus pergracilis Gillespie
- Phyllanthus perpusillus Baill.
- Phyllanthus perrieri (Leandri) Petra Hoffm. & McPherson
- Phyllanthus pervilleanus (Baill.) Müll.Arg.
- Phyllanthus petaloideus Paul G.Wilson
- Phyllanthus petchikaraensis M.Schmid
- Phyllanthus petelotii Croizat
- Phyllanthus petenensis Lundell
- Phyllanthus petraeus A.Chev. & Beille ex Beille
- Phyllanthus philippioides Leandri
- Phyllanthus phillyreifolius Poir.
- Phyllanthus phlebocarpus Urb.
- Phyllanthus phuquocensis Beille
- Phyllanthus physocarpus Müll.Arg.
- Phyllanthus pierlotii Jean F.Brunel
- Phyllanthus pileostigma Coode
- Phyllanthus pilifer M.Schmid
- Phyllanthus pindaiensis M.Schmid[17]
- Phyllanthus pinifolius Baill.
- Phyllanthus pinjenensis M.Schmid
- Phyllanthus pinnatus (Wight) G.L.Webster
- Phyllanthus piranii G.L.Webster
- Phyllanthus pireyi Beille
- Phyllanthus platycalyx Müll.Arg.
- Phyllanthus poeppigianus (Müll.Arg.) Müll.Arg.
- Phyllanthus pohlianus Müll.Arg.
- Phyllanthus poilanei Beille
- Phyllanthus poliborealis Airy Shaw
- Phyllanthus polyanthus Pax
- Phyllanthus polygonoides Nutt. ex Spreng.
- Phyllanthus polygynus M.Schmid
- Phyllanthus polyphyllus Willd.
- Phyllanthus pomiferus Hook. f.
- Phyllanthus popayanensis Pax
- Phyllanthus poueboensis M.Schmid
- Phyllanthus poumensis Guillaumin
- Phyllanthus praelongipes Airy Shaw & G.L.Webster
- Phyllanthus praetervisus Müll.Arg.
- Phyllanthus prainianus Collett & Hemsl.
- Phyllanthus procerus C.Wright
- Phyllanthus proctoris G.L.Webster
- Phyllanthus profusus N.E.Br.[18]
- Phyllanthus prominulatus J.T.Hunter & J.J.Bruhl
- Phyllanthus pronyensis Guillaumin
- Phyllanthus prostratus Müll.Arg.
- Phyllanthus prunifolius Rusby
- Phyllanthus pseudocarunculatus Radcl.-Sm.
- Phyllanthus pseudocicca Griseb.
- Phyllanthus pseudoguyanensis Herter & Mansf.
- Phyllanthus pseudoniruri Müll.Arg.
- Phyllanthus pseudonobilis Rusby
- Phyllanthus pseudoparvifolius R.L.Mitra & Sanjappa
- Phyllanthus pseudotrichopodus M.Schmid
- Phyllanthus pterocladus S.Moore
- Phyllanthus pulcher Wall. ex Müll.Arg.
- Phyllanthus pulcherrimus Herter ex Arechav.
- Phyllanthus pulchroides Beille
- Phyllanthus pullenii Airy Shaw & G.L.Webster
- Phyllanthus pulverulentus Urb.
- Phyllanthus pumilus (Blanco) Müll.Arg.
- Phyllanthus puncticulatus Jean F.Brunel
- Phyllanthus puntii G.L.Webster
- Phyllanthus purpureus Müll.Arg.
- Phyllanthus purpusii Brandegee
- Phyllanthus pycnophyllus Müll.Arg.

## Q
- Phyllanthus quintuplinervis M.Schmid

## R
- Phyllanthus racemigerus Müll.Arg.
- Phyllanthus ramillosus Müll.Arg.
- Phyllanthus ramosii Quisumb. & Merr.
- Phyllanthus ramosus Vell.
- Phyllanthus rangoloakensis Leandri
- Phyllanthus raynalii Jean F.Brunel & J.P.Roux
- Phyllanthus reticulatus Poir. [19].
- Phyllanthus retinervis Hutch.
- Phyllanthus retroflexus Brade
- Phyllanthus revaughanii Coode[20]
- Phyllanthus rhabdocarpus Müll.Arg.
- Phyllanthus rheedei Wight
- Phyllanthus rheophilus Airy Shaw
- Phyllanthus rheophyticus M.G.Gilbert & P.T.Li
- Phyllanthus rhizomatosus Radcl.-Sm.
- Phyllanthus rhodocladus S.Moore
- Phyllanthus ridleyanus Airy Shaw
- Phyllanthus riedelianus Müll.Arg.
- Phyllanthus rivae Pax
- Phyllanthus robinsonii Merr.
- Phyllanthus robustus Mart. ex Colla
- Phyllanthus roseus (Craib & Hutch.) Beille
- Phyllanthus rosmarinifolius Müll.Arg.
- Phyllanthus rosselensis Airy Shaw & G.L.Webster
- Phyllanthus rotundifolius Klein ex Willd.
- Phyllanthus rouxii JeanF.Brunel
- Phyllanthus rozennae M.Schmid
- Phyllanthus ruber (Lour.) Spreng.
- Phyllanthus rubescens Beille
- Phyllanthus rubicundus Beille
- Phyllanthus rubriflorus J.J.Sm.
- Phyllanthus rubristipulus Govaerts & Radcl.-Sm.
- Phyllanthus rupestris Kunth
- Phyllanthus rupicola Elmer
- Phyllanthus rupiinsularis Hosok.
- Phyllanthus ruscifolius Müll.Arg.

## S
- Phyllanthus saffordii Merr.
- Phyllanthus salicifolius Baill.
- Phyllanthus salomonis Airy Shaw
- Phyllanthus salviifolius Kunth
- Phyllanthus samarensis Müll.Arg.
- Phyllanthus sambiranensis Leandri
- Phyllanthus sanjappae Chakrab. & M.Gangop.
- Phyllanthus sarasinii Guillaumin
- Phyllanthus sarothamnoides Govaerts & Radcl.-Sm.
- Phyllanthus sauropodoides Airy Shaw
- Phyllanthus savannicola Domin
- Phyllanthus saxosus F.Muell.
- Phyllanthus scaber Klotzsch
- Phyllanthus scabrifolius Hook. f.
- Phyllanthus schaulsii Jean F.Brunel
- Phyllanthus schliebenii Mansf. ex Radcl.-Sm.
- Phyllanthus scopulorum (Britton) Urb.
- Phyllanthus securinegoides Merr.
- Phyllanthus selbyi Britton & P.Wilson
- Phyllanthus sellowianus (Klotzsch) Müll.Arg.
- Phyllanthus sepialis Müll.Arg.
- Phyllanthus serandii Jean F.Brunel
- Phyllanthus serpentinicola Radcl.-Sm.
- Phyllanthus serpentinus S.Moore
- Phyllanthus sessilis Warb.
- Phyllanthus seyrigii Leandri
- Phyllanthus shabaensis Jean F.Brunel
- Phyllanthus sibuyanensis Elmer
- Phyllanthus sikkimensis Müll.Arg.
- Phyllanthus similis Müll.Arg.
- Phyllanthus simplicicaulis Müll.Arg.
- Phyllanthus sincorensis G.L.Webster
- Phyllanthus singalensis (Miq.) Müll.Arg.
- Phyllanthus singampattianus (Sebast. & A.N.Henry) Kumari & Chandrab.
- Phyllanthus skutchii Standl.
- Phyllanthus smithianus G.L.Webster
- Phyllanthus societatis Müll.Arg.
- Phyllanthus somalensis Hutch.
- Phyllanthus songboiensis Thin
- Phyllanthus sootepensis Craib
- Phyllanthus spartioides Pax & K.Hoffm.
- Phyllanthus spinosus Chiov.
- Phyllanthus spirei Beille
- Phyllanthus sponiifolius Müll.Arg.[21]
- Phyllanthus spruceanus Müll.Arg.
- Phyllanthus squamifolius (Lour.) Stokes
- Phyllanthus standleyi McVaugh
- Phyllanthus stenophyllus Guillaumin
- Phyllanthus stipitatus M.Schmid
- Phyllanthus stipularis Merr.
- Phyllanthus stipulatus (Raf.) G.L.Webster
- Phyllanthus striaticaulis J.T.Hunter & J.J.Bruhl
- Phyllanthus strobilaceus Jabl.
- Phyllanthus stultitiae Airy Shaw
- Phyllanthus subapicalis Jabl.
- Phyllanthus subcarnosus C.Wright ex Griseb.
- Phyllanthus subcrenulatus F.Muell.
- Phyllanthus subcuneatus Greenm.
- Phyllanthus subemarginatus Müll.Arg.
- Phyllanthus sublanatus Schumach. & Thonn.
- Phyllanthus submarginalis Airy Shaw
- Phyllanthus subobscurus Müll.Arg.
- Phyllanthus suffrutescens Pax
- Phyllanthus sulcatus J.T.Hunter & J.J.Bruhl
- Phyllanthus sylvincola S.Moore
- Phyllanthus symphoricarpoides Kunth

## T
- Phyllanthus tabularis Airy Shaw
- Phyllanthus tagulae Airy Shaw & G.L.Webster
- Phyllanthus talbotii Sedgw.
- Phyllanthus tampinensis Leandri
- Phyllanthus tanaensis Jean F.Brunel
- Phyllanthus tangoensis M.Schmid
- Phyllanthus tanzanianus JeanF.Brunel
- Phyllanthus tanzaniensis JeanF.Brunel
- Phyllanthus taxodiifolius Beille
- Phyllanthus taylorianus JeanF.Brunel
- Phyllanthus tenellus Roxb.
- Phyllanthus tener Radcl.-Sm.
- Phyllanthus tenuicaulis Müll.Arg.
- Phyllanthus tenuipedicellatus M.Schmid
- Phyllanthus tenuipes C.B.Rob.
- Phyllanthus tenuirhachis J.J.Sm.
- Phyllanthus tenuis Radcl.-Sm.
- Phyllanthus tepuicola Steyerm.
- Phyllanthus tequilensis B.L.Rob. & Greenm.
- Phyllanthus tessmannii Hutch.
- Phyllanthus tetrandrus Roxb.
- Phyllanthus thaii Thin
- Phyllanthus thulinii Radcl.-Sm.
- Phyllanthus tiebaghiensis M.Schmid
- Phyllanthus tireliae M.Schmid
- Phyllanthus tixieri M.Schmid
- Phyllanthus torrentium Müll.Arg.
- Phyllanthus touranensis Beille
- Phyllanthus trichopodus Guillaumin
- Phyllanthus trichosporus Adelb.
- Phyllanthus trichotepalus Brenan
- Phyllanthus triphlebius C.B.Rob.
- Phyllanthus tritepalus M.Schmid
- Phyllanthus trungii Thin
- Phyllanthus tsarongensis W.W.Sm.
- Phyllanthus tsetserrae Jean F.Brunel
- Phyllanthus tsiangii P.T.Li. Sie kommt in Vietnam und südlichen Hainan vor.
- Phyllanthus tuerckheimii G.L.Webster
- Phyllanthus tukuyuanus JeanF.Brunel
- Phyllanthus tulearicus Leandri

## U
- Phyllanthus udoricola Radcl.-Sm.
- Phyllanthus ukagurensis Radcl.-Sm.
- Phyllanthus umbratus Müll.Arg.
- Phyllanthus umbricola Guillaumin
- Phyllanthus unifoliatus M.Schmid[22]
- Phyllanthus unioensis M.Schmid
- Phyllanthus upembaensis JeanF.Brunel
- Phyllanthus urbanianus Mansf.
- Phyllanthus urceolatus Baill.
- Phyllanthus urinaria L.
- Phyllanthus ussuriensis Rupr. & Maxim.
- Phyllanthus utricularis Airy Shaw & G.L.Webster

## V
- Phyllanthus vacciniifolius (Müll.Arg.) Müll.Arg.
- Phyllanthus vakinankaratrae Leandri
- Phyllanthus valerii Standl.
- Phyllanthus valleanus Croizat
- Phyllanthus vanderystii Hutch. & De Wild.
- Phyllanthus vatovaviensis Leandri
- Phyllanthus veillonii M.Schmid
- Phyllanthus ventricosus G.L.Webster
- Phyllanthus ventuarii Jabl.
- Phyllanthus venustulus Leandri
- Phyllanthus verdickii De Wild.
- Phyllanthus vergens Baill.
- Phyllanthus verrucicaulis Airy Shaw
- Phyllanthus vespertilio Baill.
- Phyllanthus vichadensis Croizat
- Phyllanthus villosus Poir.
- Phyllanthus vincentae J.F.Macbr.
- Phyllanthus virgatus G.Forst.
- Phyllanthus virgulatus Müll.Arg.
- Phyllanthus virgultiramus Däniker
- Phyllanthus viridis M.E.Jones
- Phyllanthus volkensii Engl.
- Phyllanthus vulcani Guillaumin

## W
- Phyllanthus warburgii K.Schum.
- Phyllanthus warnockii G.L.Webster
- Phyllanthus watsonii Airy Shaw
- Phyllanthus websterianus Steyerm.
- Phyllanthus welwitschianus Müll.Arg.
- Phyllanthus wheeleri G.L.Webster
- Phyllanthus wightianus Müll.Arg.
- Phyllanthus wilkesianus Müll.Arg.
- Phyllanthus williamioides Griseb.
- Phyllanthus wingfieldii Radcl.-Sm.
- Phyllanthus wittei Robyns & Lawalrée
- Phyllanthus womersleyi Airy Shaw & G.L.Webster

## X
- Phyllanthus xiphophorus Jean F.Brunel
- Phyllanthus xylorrhizus Thulin

## Y
- Phyllanthus yangambiensis Jean F.Brunel
- Phyllanthus yaouhensis Schltr.
- Phyllanthus youngii JeanF.Brunel
- Phyllanthus yunnanensis (Croizat) Govaerts & Radcl.-Sm.
- Phyllanthus yvettae M.Schmid

## Z
- Phyllanthus zambicus Radcl.-Sm.
- Phyllanthus zanthoxyloides Steyerm.
- Phyllanthus zippelianus Müll.Arg.
- Phyllanthus zornioides Radcl.-Sm.